# Ramanspredning
Ramanspredning eller ramaneffekten er en uelastisk spredning af fotoner af stof, hvilket betyder at der er en udveksling af energi og en ændring i lysets retning. Normalt involverer det vibrationsenergi fra et molekyle, når fotoner fra en laser i det synlige spektrum skiftes til et lavere energiniveau. Normalt kaldes dette stokes-ramanspredning. Effekten bliver udnyttet af kemikere og fysikere til at få information om materialer til en række formål ved forskellige former for ramanspektroskopi. Mange andre slags ramanspektroskopi tillader rotationsenergi at blive undersøgt (hvis det er gasprøver der anvendes) og elektronernes energiniveau kan undersøges hvis der anvendes en røntgenkilde foruden de øvrige metoder. Der findes flere mere komplekse teknikker, som involverer pulslasere, flere laserstråler osv.
Lys har en vis sandsynlighed for at blive spredt på et materiale. Når fotoner bliver spredt sker størstedelen af dem ved elastisk spredning (rayleighspredning), så det spredte fotoner har samme energi (frekvens, bølgelængde og farve) som de indkommende fotoner men en anden retning. Rayleighspredning har normalt en intensitet på mellem 0,1 % til 0,01 % af strålingskilden. En endnu mindre andel af de spredte fotoner (omkring 1 ud af 10 millioner) kan bliver spredt uelastisk, hvor de spredte fotoner får et andet energiniveau (normalt lavere), end de fotoner der har ramt materialet. Dette kaldes ramanspredning. På grund af bevarelsen af energi får materialet enten mere eller mindre energi i processen.
Rayleighspredning blev opdaget og undersøgt i 1900-tallet. Ramaneffekten har fået navn efter den indiske fysiker C. V. Raman, der påviste eksistensen i 1928 med assistance fra sin studerende K. S. Krishnan. Raman modtog nobelprisen i fysik i 1930 for sin opdagelse. Effekten var blevet forudsagt teoretisk af Adolf Smekal i 1923.